# Antisemitismo de Estado

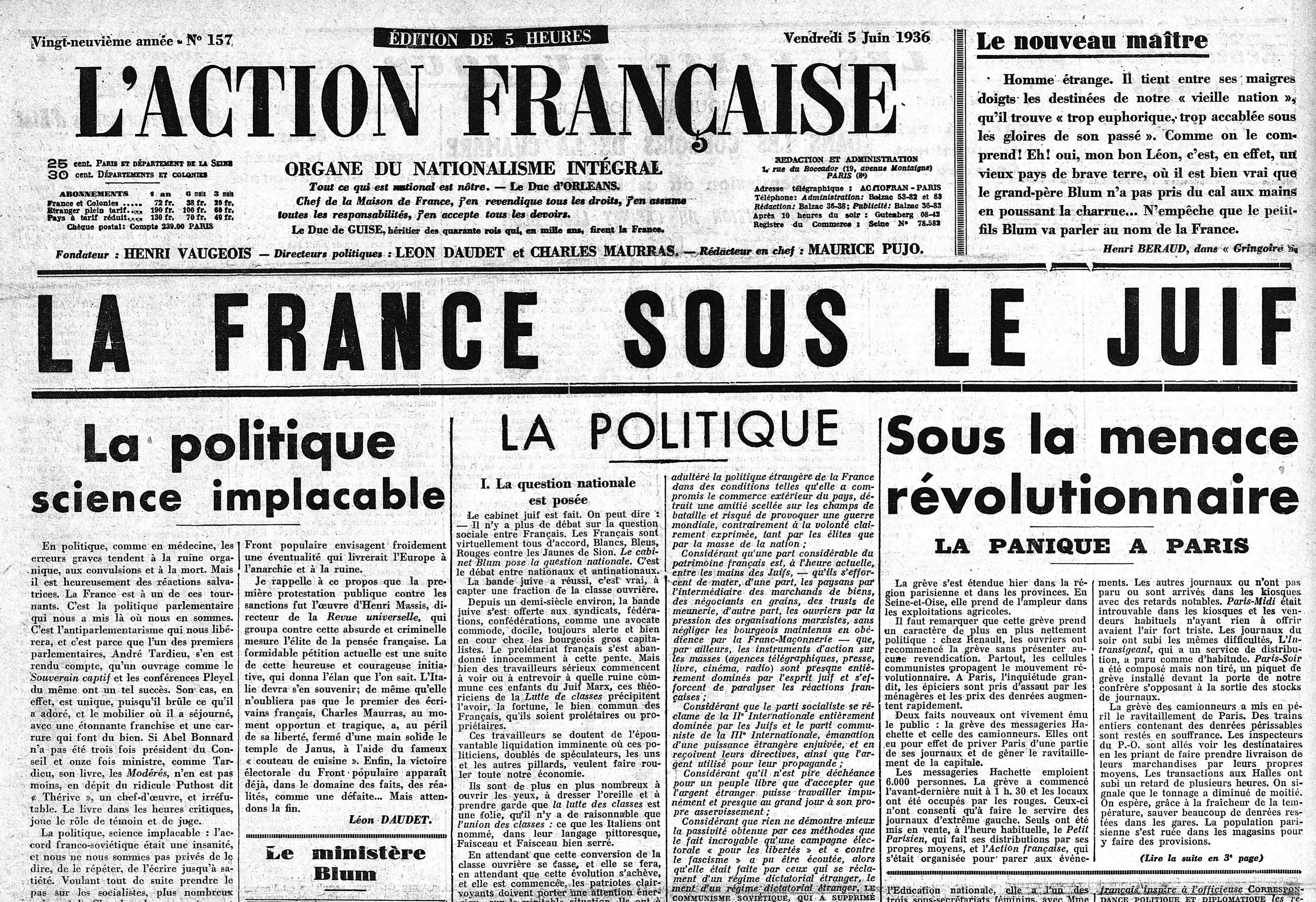
"Francia bajo el judío", titular antisemita de L'Action française del 5 de junio de 1936.

El antisemitismo de Estado (francés: Antisémitisme d'État) es un concepto desarrollado por Charles Maurras, quien sostuvo que este tipo de antisemitismo se diferencia del «antisemitismo racial».Maurras lo describió como un antisemitismo de naturaleza política, en lugar de biológica o religiosa.

## El concepto de «Estado dentro del Estado»
Charles Maurras tomó la idea de enfrentar a los "estados dentro del estado" de pensadores como François René de La Tour du Pin. Reconoció cuatro "estados confederados" en Francia —el judío, el protestante, el masón y el extranjero— y se propuso restringir su presunta influencia.
Para Maurras, el «problema judío» surgía de un conflicto que él veía como inevitable entre los intereses de los judíos y los de Francia. Sostenía que, al no tener una verdadera patria en Francia, los judíos tenían una lealtad natural hacia Palestina.

## El papel del antisemitismo de Estado en el pensamiento maurrasiano

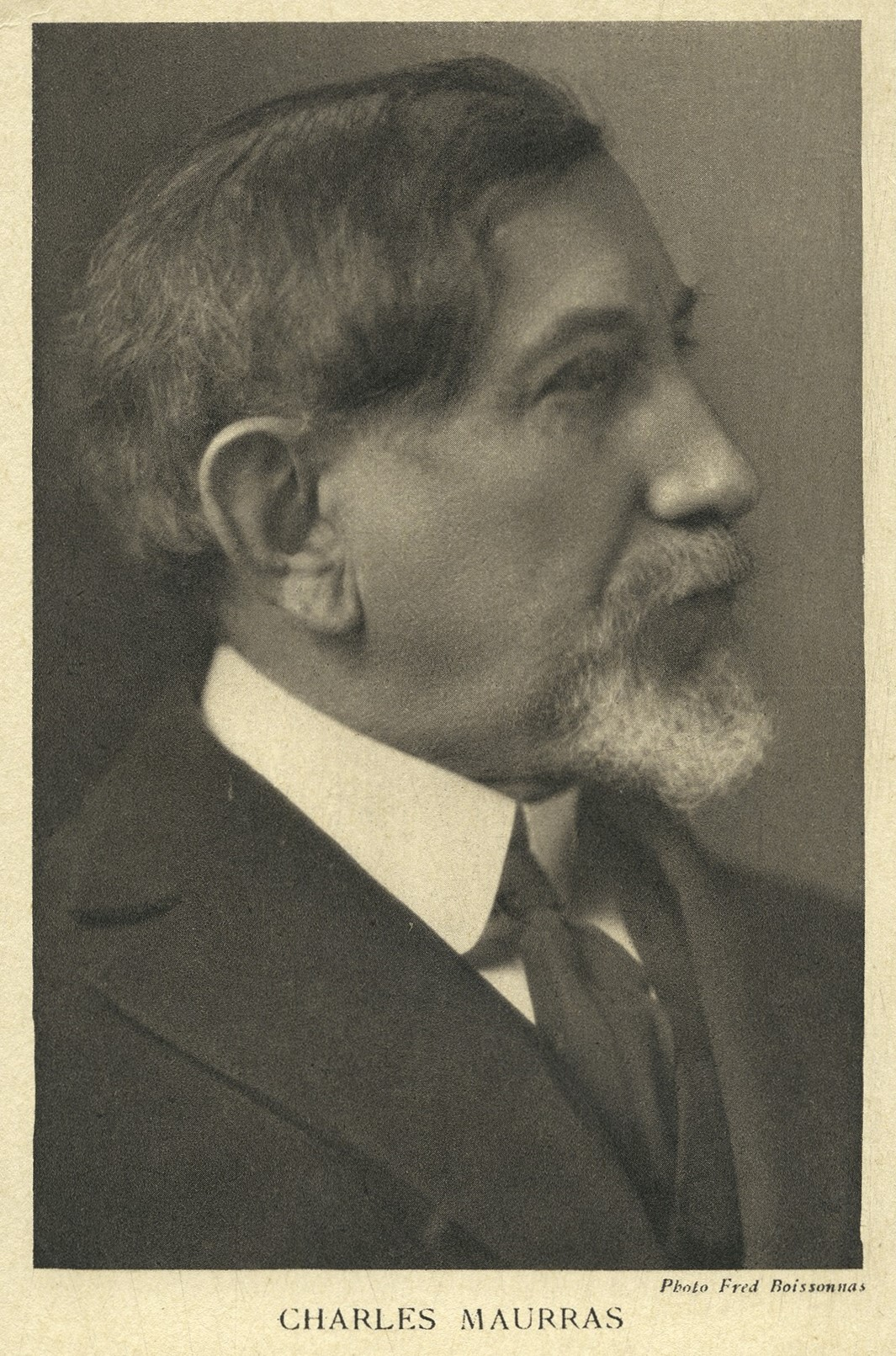

Aunque el antisemitismo de Estado de Maurras es generalmente visto como un aspecto menor de su trabajo,tuvo un papel relevante dentro de la ideología de la Acción Francesa. Maurras hacía una distinción entre los "buenos judíos" —los que combatieron por Francia durante la Primera Guerra Mundial— y aquellos que él consideraba que dañaban los intereses nacionales.
Maurras rechazaba el antisemitismo basado en la raza, pues lo veía en desacuerdo con las enseñanzas católicas y fuera de lugar en el nacionalismo francés. Pensaba que el Estado debía restringir la influencia judía en áreas importantes como la administración pública y la educación, pero sin recurrir a la persecución física o religiosa.

## Relación con el antisemitismo nazi
El propio Maurras condenó el antisemitismo biológico, calificándolo como «un mal moral».Rechazó la obsesión nazi por la pureza racial y defendió la necesidad de diferenciar entre el antisemitismo político y las corrientes racistas.
Después del Holocausto, Maurras siguió defendiendo el antisemitismo de Estado, aunque con ciertos ajustes. Admitió las atrocidades cometidas por el régimen nazi y sostuvo que Francia debió haber protegido a sus ciudadanos judíos.

## El antisemitismo de Estado y los judíos franceses
A pesar de su antisemitismo, Maurras contó con el respaldo de algunos judíos que formaban parte de la Acción Francesa, como René Groos y Louis Latzarus. Él diferenciaba entre los «judíos de buena cuna» —aquellos integrados en la cultura francesa— y los judíos extranjeros, a quienes veía como una fuente de conflicto.
Aunque era agnóstico, Maurras valoraba el catolicismo por su papel estabilizador en la sociedad. Su antisemitismo no buscaba convertir a los judíos ni perseguirlos por motivos religiosos, sino que se enfocaba en restringir su influencia en los asuntos seculares.

## Contexto intelectual
Hoy en día, los estudios en historia intelectual suelen adoptar una mirada principalmente académica. No obstante, el historiador Laurent Joly cuestiona este enfoque en su obra Naissance de l'Action française, señalando que se basa demasiado en la interpretación de “fuentes impresas y periódicas” sin considerar suficientemente el contexto.Además, Joly acusa a ciertos historiadores, como François Huguenin, de intentar minimizar o suavizar el papel del antisemitismo en el pensamiento de Maurras.
Huguenin plantea que el antisemitismo en Francia no nació con la Acción Francesa, sino que ya estaba presente en diversos movimientos nacionalistas, reaccionarios e incluso socialistas. Señala ejemplos anteriores en ambos extremos del espectro político, mencionando a figuras como Voltaire, Karl Marx (en Sobre la cuestión judía), Jean Jaurès y Georges Clemenceau. Con esto, sostiene que el antisemitismo era una actitud ampliamente difundida en la política francesa del siglo XIX.
El historiador Michel Dreyfus destaca libros como Les Juifs, rois de l'époque (1845) de Alphonse Toussenel como piezas clave en la construcción de la asociación entre los judíos, la banca y el capitalismo.Según Dreyfus, este tipo de antisemitismo también se manifestaba con fuerza en las corrientes socialistas y anarquistas de la época.